# Kościół Najświętszej Marii Panny Królowej Pokoju w Rzymie (Parioli)
Kościół Najśw. Marii Panny Królowej Pokoju – świątynia prałacka prałatury personalnej Opus Dei w Rzymie, jest więc kościołem katedralnym.

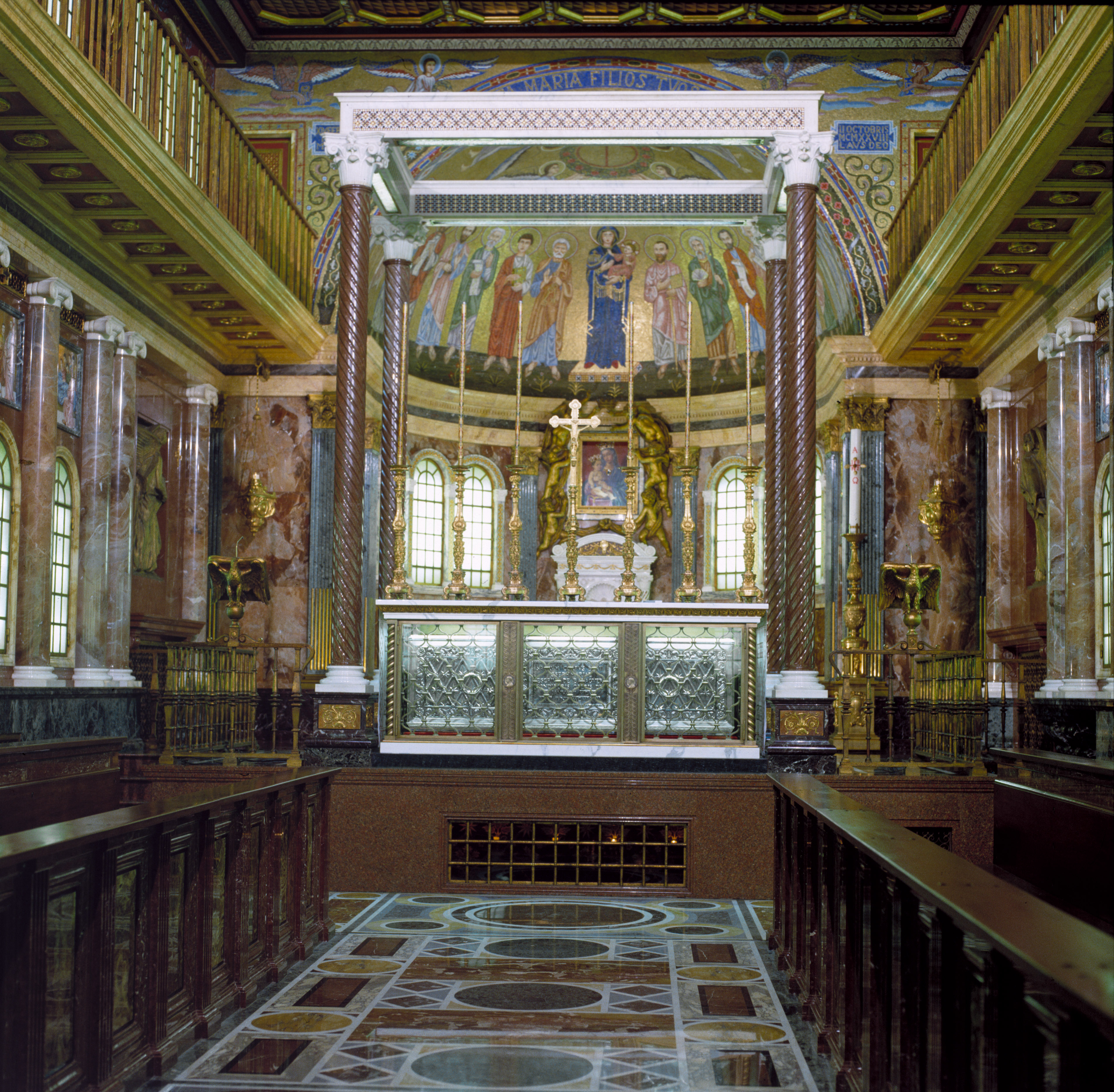
Wnętrze kościoła prałackiego Opus Dei w Rzymie

Nazwa wł. to Chiesa di Santa Maria della Pace ai Parioli (znana zabytkowa świątynia pod tym samym wezwaniem znajduje się w dzielnicy Ponte, w pobliżu Piazza Navona). Kościół prałacki mieści się w Parioli, części dzielnicy Pinciano, przy viale Buozzi. Znajduje się w dolnej kondygnacji Villa Tevere, głównej siedziby Opus Dei i na zewnątrz niczym się nie wyróżnia, jest jednak dostępny przez cały dzień.
Na architektoniczny kształt świątyni, wzniesionej jako kaplica domowa, oraz na teologiczne treści i artystyczny wyraz wystroju, decydujący wpływ wywarł św. Josemaría Escrivá de Balaguer, założyciel Opus Dei, który pierwszą mszę odprawił tu 31 grudnia 1959 r. Jednonawowe wnętrze, zakończone podwyższonym prezbiterium z apsydą, bezpośrednio nawiązuje do rzymskiej sztuki sakralnej, od starochrześcijańskiej, przez średniowiecze, po renesans i barok. Ściany zdobią dostawione kolumny, pilastry i marmurowe inkrustacje. Sklepienie apsydy wypełnia mozaika, na osi ustawiono marmurową katedrę biskupią, nad którą został umieszczony wizerunek Królowej Pokoju, przywieziony przez założyciela z Hiszpanii (malował Manuel Caballero). Nad wysuniętym przed apsydę ołtarzem, stanowiącym centrum świątyni, wznosi się konfesja. Pod ołtarzem w oszklonym relikwiarzu złożono po beatyfikacji w 1982 r. ciało św. Josemarii Escrivá (1902–1975). Nawa kryta jest ozdobnym stropem, po bokach wznoszą się wąskie galerie. Stacje Drogi Krzyżowej wykonano z ceramicznych płytek. Zabytkowym elementem, związanym z osobą św. Josemarii, jest chrzcielnica przy której został ochrzczony w Barbastro, dar tamtejszej diecezji.
W krypcie poniżej – połączonej schodami z kościołem – zgodnie z duchowością świętego, podkreślającego rolę eucharystii i sakramentu pokuty w życiu wiernych, urządzono kaplicę Najśw. Sakramentu i ustawiono konfesjonały. Tu spoczywa bezpośredni następca założyciela, bp Álvaro del Portillo (1914–1994), starsza siostra św. Josemarii, Carmen Escrivá (1898-1957), oraz pierwsza numeraria pomocnicza Dora del Hoyo, a pierwotnie był pochowany również i sam święty.